# Mitsuko Horie
Mitsuko Horie (堀江美都子?, Horie Mitsuko; Yamato, 8 marzo 1957) è un'attrice, doppiatrice e cantante giapponese.
È la cantante di gran parte delle sigle e dei temi musicali dei più famosi anime giapponesi e la sua voce è nota a milioni di persone. Spesso il suo contributo non si ferma alle colonne sonore: si è dedicata infatti anche al doppiaggio di tantissimi personaggi di questi cartoni.
Tra le canzoni più conosciute ci sono le sigle originali di apertura e chiusura di Candy Candy, ma anche di serie robotiche come Daltanious e Vultus V.
Mitsuko Horie ha festeggiato nel 2009 i 40 anni di carriera artistica, iniziata in tenera età, alla quale occasionalmente si aggiunge anche quella di attrice.

## Opere con le canzoni e/o il doppiaggio di Mitsuko Horie (lista parziale)
- 1971 "Ryu il ragazzo delle caverne" - (col. sonora)
- 1975 "La Stella della Senna" - (sigla d'apertura e chiusura + canzoni interne alla serie)
- 1976 "Gackeen, il robot magnetico" - (col. sonora assieme Ichirō Mizuki)
- 1976 "Candy Candy"  - (col. sonora)
- 1977 "Vultus 5" - ("Voltes V no uta" - sigla d'apertura)
- 1978 "Daikengo, il guardiano dello spazio - ("Uchuu Majin Daikengo no uta" - sigla d'apertura)
- 1979 "Daltanious" - ("Daltanious no uta" - sigla di apertura e tema principale)
- 1979 "La spada di King Arthur" - ("Kibou yo sore wa" - sigla di chiusura cantata assieme al coro "Koorogi '73")
- 1979 "Lulù l'angelo tra i fiori" - ("Hana no ko Lun Lun" - sigla di apertura)
- 1980 "Lalabel" - (doppiaggio protagonista e sigle d'apertura e chiusura)
- 1981 "Dr. Slump & Arale"  -
- 1981 "Hello! Sandybell" - (entrambe le sigle)
- 1981 "Il mago di Oz" - (col. sonora)
- 1983 "Kiss Me Licia" - (doppiaggio protagonista e sigla d'apertura)
- 1984 "Alla scoperta di Babbo Natale" - (sigla finale)
- 1985 "Lovely Sara" - (doppiaggio e tema musicale principale)
- 1987 "Dangaio" - ("Cross Fight!" - sigla d'apertura episodi 1-2, duetto con Ichirō Mizuki)
- 1990 "Papà Gambalunga" - (doppiaggio protagonista e sigle d'apertura e chiusura)
- 1996 "Remy la bambina senza famiglia" - Remi (doppiaggio)
- 1997 "Sailor Moon Sailor Stars" - Sailor Galaxia (doppiaggio)
- 2002 "Dragon Ball" - Upa (doppiaggio)
- 2016 "Sailor Moon Crystal" - ("New Moon ni Koishite" - sigla di apertura)
- 2017 "Little Witch Academia" - Woodward (doppiaggio)